# Temporada 2005 del Campeonato de España de Rally de Tierra
La temporada 2005 fue la 23.º edición del Campeonato de España de Rally de Tierra. Comenzó el 1 de abril en el Rally de Alcañiz y terminó el 13 de noviembre en el Rally de A Gudiña-Ourense.

## Calendario
El calendario estaba compuesto de ocho pruebas.
| N.º | Fecha              | Prueba                           |
| --- | ------------------ | -------------------------------- |
| 1   | 1-2 de abril       | Rally de Alcañiz                 |
| 2   | 20-21 de mayo      | Rally de Cáceres                 |
| 3   | 25-26 de junio     | Rally de León                    |
| 4   | 9-10 de septiembre | Rally Comunidad Madrid-Las Rozas |
| 5   | 11 de septiembre   | Rally Comunidad Madrid-Las Rozas |
| 6   | 14-15 de octubre   | Rally de Palma de Río-Córdoba    |
| 7   | 11-12 de noviembre | Rally de A Gudiña-Ourense        |
| 8   | 11-12 de noviembre | Rally de A Gudiña-Ourense        |

## Clasificación

### Campeonato de pilotos
| Pos. | Piloto                 | 1   | 2  | 3   | 4   | 5   | 6   | 7   | 8   | Puntos |
| ---- | ---------------------- | --- | -- | --- | --- | --- | --- | --- | --- | ------ |
| 1.   | Samuel Lemes           | 1   | 3  | Ret | 1   | 1   | 2   |     | 2   | 166    |
| 2.   | Alexander Villanueva   | 3   | 2  | Ret | Ret | 2   | 1   | Ret | Ret | 102    |
| 3.   | Amador Vidal           | 6   | 5  | 3   | 6   | 3   | Ret | 1   |     | 97     |
| 4.   | Andrew Pinker          |     | 1  | 1   | 5   | Ret |     |     |     | 77     |
| 5.   | Josep Bruguera         | 18  | 14 | 12  | Ret | 13  | 8   | 9   | 7   | 77     |
| 6.   | Joan Vinyes            | 12  | 6  | Ret | Ret | 22  | 7   | 6   |     | 64     |
| 7.   | Francisco Javier Pardo | 9   | 10 | 2   | 9   | 10  | 19  | 5   | 5   | 57     |
| 8.   | Sergio Vallejo         |     |    |     |     |     |     | 2   | 1   | 57     |
| 9.   | David Hernando         | Ret | 15 | Ret | 30  | 8   | 4   | 4   | 3   | 57     |
| 10.  | Caudio Aldecoa         | 5   | 7  |     | 4   | 6   | 5   |     |     | 52     |

### Copa de copilotos
| Pos. | Copiloto              | Puntos |
| ---- | --------------------- | ------ |
| 1.   | Carlos J. Lemes       | 166    |
| 2.   | Arielle Tramont       | 102    |
| 3.   | Francisco Lema        | 97     |
| 4.   | Joan Pare             | 77     |
| 5.   | Diego Vallejo         | 57     |
| 6.   | Daniel Rivera         | 57     |
| 7.   | Antonio Fernández     | 55     |
| 8.   | Álex Romaní           | 52     |
| 9.   | Esther Bernadich      | 50     |
| 10.  | Heliodoro Casarrubios | 40     |

### Campeonato de marcas
| Pos. | Marca      | Puntos |
| ---- | ---------- | ------ |
| 1.   | Mitsubishi | 1082   |
| 2.   | Subaru     | 296    |
| 3.   | Peugeot    | 122    |
| 4.   | FIAT       | 104    |
| 5.   | SEAT       | 80     |
| 6.   | Toyota     | 4      |

### Copa de España grupo N
| Pos. | Piloto             | Puntos |
| ---- | ------------------ | ------ |
| 1.   | Amador Vidal       | 178    |
| 2.   | Ramón Ribalta      | 144    |
| 3.   | David Hernando     | 118    |
| 4.   | José Luis Casillas | 111    |
| 5.   | Zosimo Hernández   | 81     |
| 6.   | Óscar Fuertes      | 57     |
| 7.   | Aitor Iriarte      | 52     |
| 8.   | Àlex Crivillé      | 46     |
| 9.   | Joan Ribertas      | 44     |
| 10.  | Marco A. Fernández | 42     |

### Copa de España vehículos 2 ruedas motrices
| Pos. | Piloto                    | Puntos |
| ---- | ------------------------- | ------ |
| 1.   | Josep Bruguera            | 167    |
| 2.   | Joan Vinyes               | 132    |
| 3.   | Miguel Ángel García Mateu | 98     |
| 4.   | Enrique Sevilla           | 90     |
| 5.   | Abel Fernández            | 83     |
| 6.   | Alfonso Viera             | 83     |
| 7.   | Josep Pérez Muntada       | 43     |
| 8.   | Alberto Monarri           | 37     |
| 9.   | José J. Burgos            | 36     |
| 10.  | Albert Llovera            | 35     |